# فلوري فرانسوا ريتشارد
فلوري فرانسوا ريتشارد (بالفرنسية: Fleury François Richard)‏ هو رسام فرنسي، ولد في 25 فبراير 1777 في ليون في فرنسا، وتوفي في 14 مارس 1852 في إيكولي ‏ في فرنسا.

## معرض صور

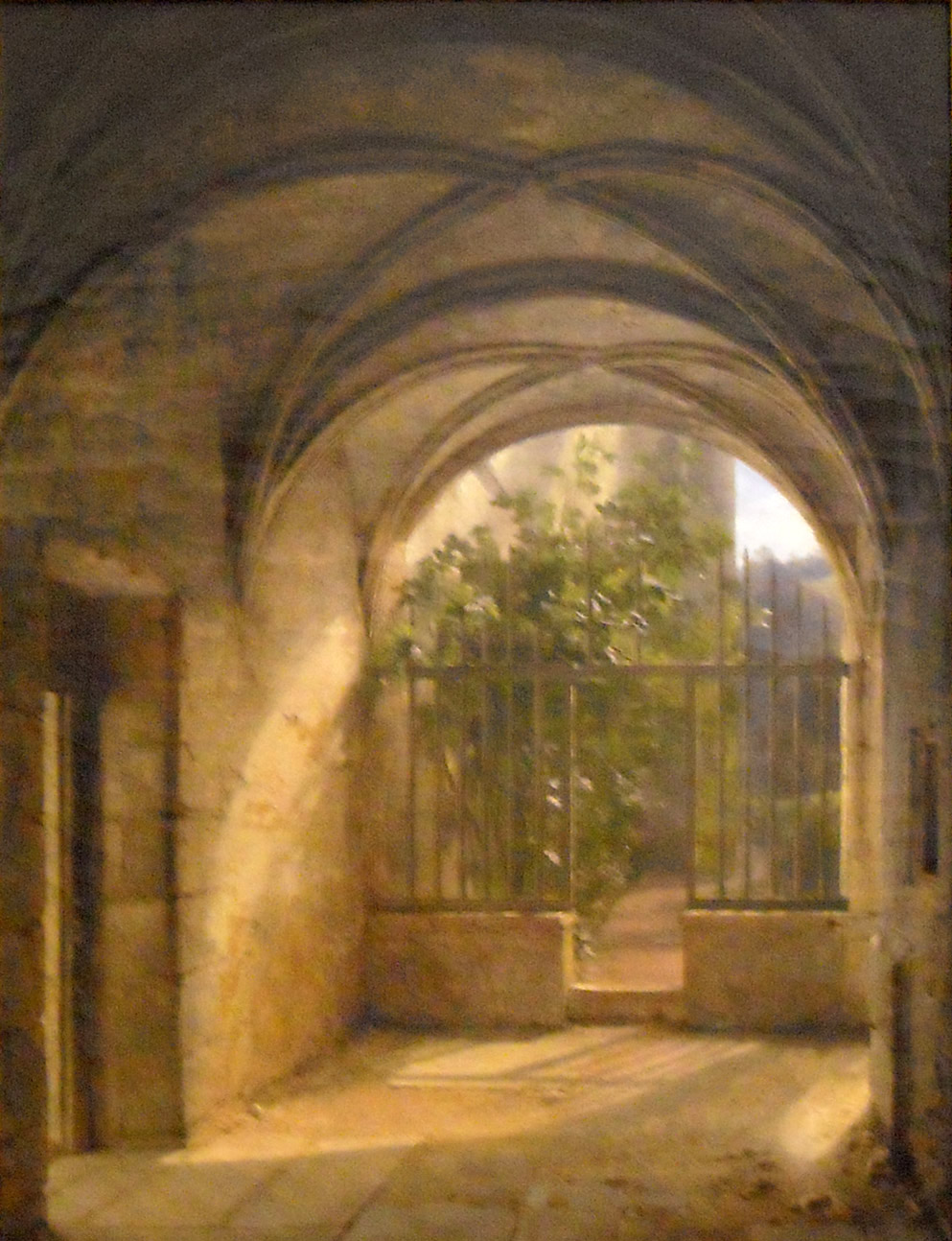
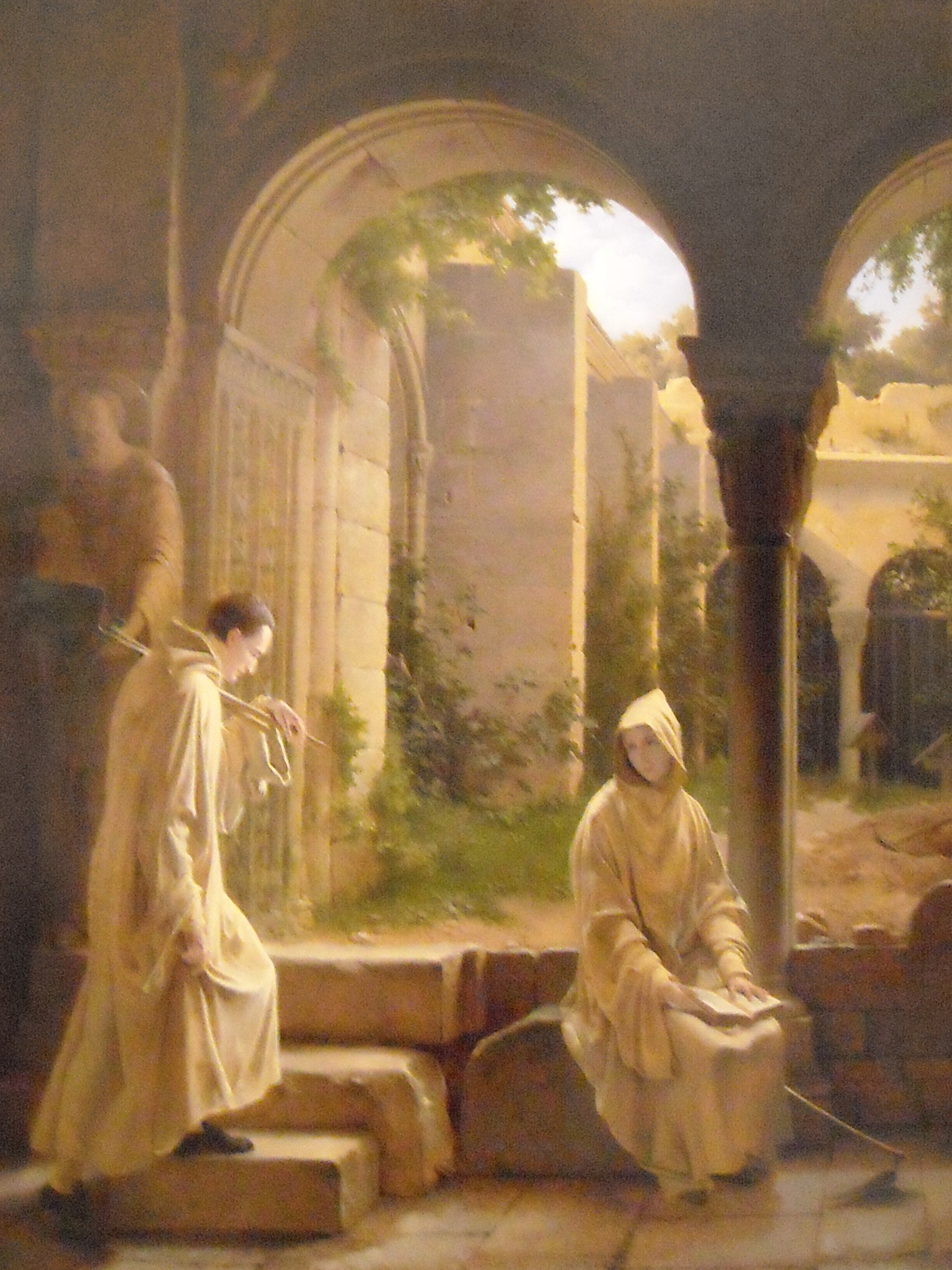
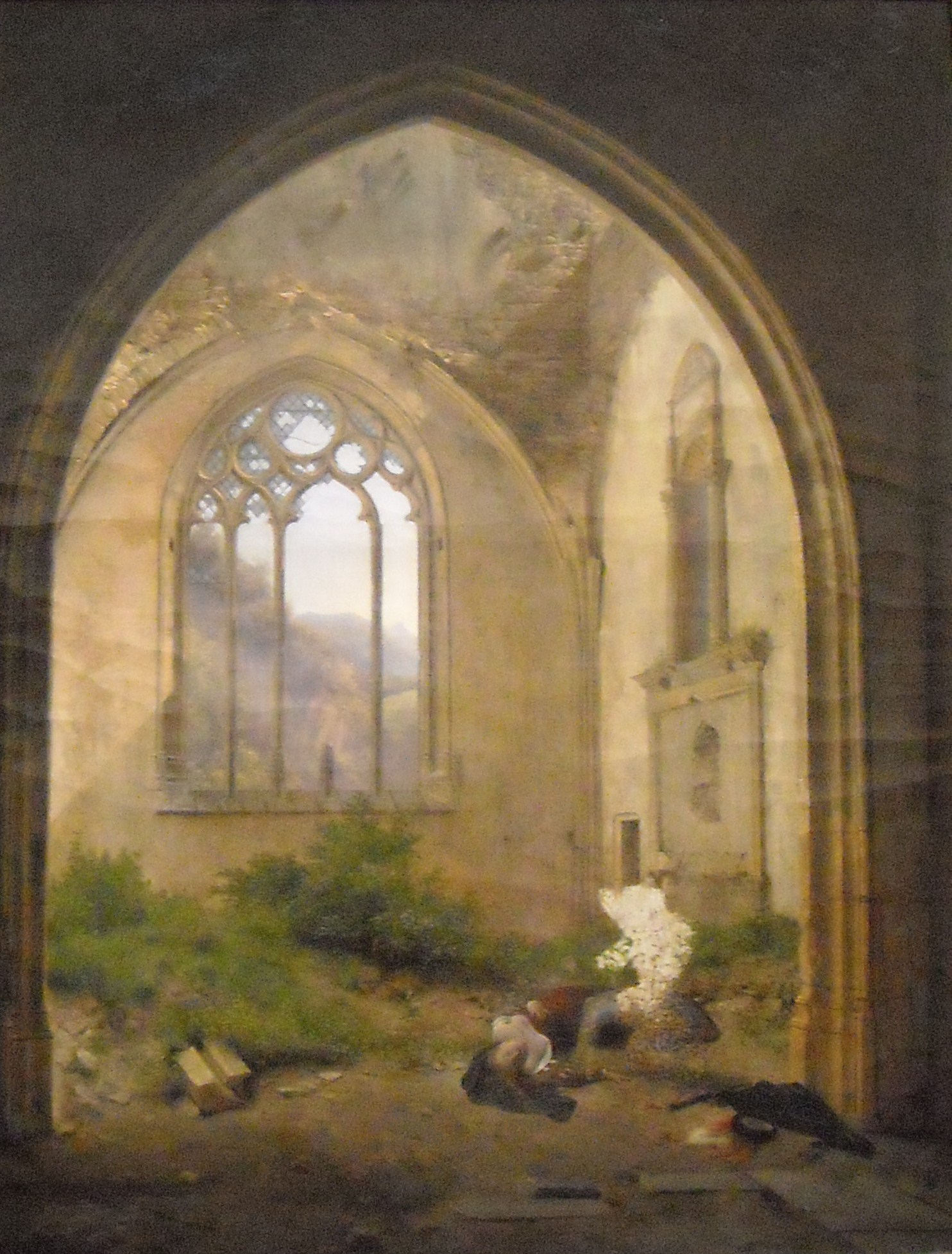